# Levende bibliotheek
De Levende Bibliotheek (Engels: Living Library, ook wel Human Library of in het Nederlands Mensenbieb genoemd) is een speciale evenement ontworpen voor mondelinge communicatie. Een levende bibliotheek wordt georganiseerd in de vorm van een uitleenbibliotheek. Lezers lenen een medium, hebben interactie met het medium en brengen het uiteindelijk terug. De media van de levende bibliotheek zijn echter geen typische informatiedragers zoals in een uitleenbibliotheek, maar mensen die zich beschikbaar stellen voor een gesprek. De 'levende boeken' behoren tot groepen mensen die geconfronteerd worden met vooroordelen, stereotypering en sociale uitsluiting.
De lener krijgt de gelegenheid om met mensen te praten met wie hij/zij anders niet of slechts met moeite in gesprek zou raken. Vaak zijn er vooroordelen tegen verschillende groepen mensen, die uitgedaagd kunnen worden door de levende bibliotheek. De levende bibliotheek nodigt uit om zelf een beeld van de ander te vormen door het voeren van een dialoog. Men krijgt de gelegenheid zichzelf te informeren omtrent hun eventuele bestaande vooroordelen.

## Geschiedenis
Het idee van de levende bibliotheek is ontstaan vanuit het Deense jeugdinitiatief Stop the Violence. Stop the Violence stopte in 2001 na 8 jaar te hebben bestaan en had op dat moment 7.000 leden waarvan de meeste tussen de 12 en 18 jaar oud. Het doel van het initiatief was jongeren te laten deelnemen aan actieve preventie van geweld en vooroordelen. 
De levende bibliotheek werd door Stop the Violence voor het eerst met succes georganiseerd en uitgevoerd in 2000 tijdens het muziekfestival Roskilde, Denemarken. Er volgden hierna diverse festivals waarin de levende bibliotheek een integraal onderdeel was, tot het concept in 2003 verder ontwikkeld werd en breder gepromoot werd als deel van het door de Raad van Europa gesponsorde programma Youth promoting human rights and social cohesion.
Hoewel het oorspronkelijk een typisch 'klein evenement als onderdeel van een groot evenement' was hebben tal van organisaties binnen en buiten Europa de mogelijkheden en perspectieven van het concept van de levende bibliotheek erkend en afgestemd. De 'levende boeken' kunnen nog steeds gevonden worden op muziekfestivals, bij boekenbeurzen, op jeugdcongressen en in toenemende mate ook in bibliotheken. 

## Doelen
Levende bibliotheek maakt directe communicatie mogelijk tussen mensen die om verschillende redenen weinig mogelijkheid hebben tot een individueel dialoog. Vooral deze algemene benadering biedt diverse mogelijkheden voor gebruik in verschillende contexten. Het basisconcept kan omschreven worden met het uit de internationale anti-racismebeweging bekende motto: "Een vreemdeling is een vriend die je nog niet hebt ontmoet".
Levende Bibliotheek biedt een manier om mensen te bemoedigen tot een persoonlijk gesprek. Met name in verband met het werken met kinderen en adolescenten vormt het een belangrijk hulpmiddel om verlegenheid en angst voor contact met 'vreemden' weg te nemen, met name hen die tot een statistische minderheid van de samenleving behoren. Openlijke omgang met uiteenlopende mensen in een diverse samenleving kan zo worden bevorderd en een basisbewustzijn voor verdraagzaamheid en mensenrechten kan worden gecreëerd.
Afhankelijk van de kenmerken en doelstellingen zijn er talrijke leergebieden die door een levende bibliotheek kunnen worden gedekt. Van het opdoen van kennis van de 'lener' alsmede het 'levende boek' tot het verkrijgen van sociale vaardigheden in de omgang met 'vreemden', ongeacht de cultuur.

## Voorwaarden
De levende bibliotheek heeft een beschutte ruimte nodig om een ongestoord gesprek tussen de lener en het 'levende boek' mogelijk te maken. Er moeten regels zijn omtrent wederzijds respect. Eventuele bestaande communicatiebarrières zullen worden verminderd door de vorm van het evenement. Het risico voor de lener en het 'levende boek' om in een open discussiesituatie te komen, is beheersbaar. Het bieden van voldoende ruimte is verantwoordelijke taak van de bibliothecarissen van de levende bibliotheek. De duur van een levende bibliotheek kan variëren van een paar uur tot enkele dagen.

## Levende bibliotheek in Nederland en Vlaanderen

### Nederland
In Nederland zijn er twee stichtingen actief die levende bibliotheken organiseren: De organisatie 'Mensenbieb' organiseert sinds 2005 'uitleningen' op wisselende locaties. Sindsdien hebben ze ruim tweehonderd levende bibliotheek-evenementen georganiseerd. Daarnaast is 'Human Library NL' sinds 2014 actief in Nederland op het gebied van de levende bibliotheek. Deze laatste organisatie organiseert de evenementen volgens het originele concept met strenge kwaliteitsnormen met bijvoorbeeld extra aandacht voor de veiligheid. Er hebben sinds 2014 vanuit Human Library NL evenementen plaatsgevonden door heel Nederland.
Op 29 en 30 april 2016 werd het tienjarig bestaan van de levende bibliotheek in Nederland gevierd met het Levende Boeken Festival in de Openbare Bibliotheek van Amsterdam.

### Vlaanderen
In Vlaanderen worden sinds 2013 diverse levende bibliotheken georganiseerd door de Vlaamse Vereniging voor Geestelijke Gezondheid (VVGG). In Brussel worden sinds 2019 Levende Bibliotheken georganiseerd door Avansa Citizenne. Levende bibliotheek-evenementen hebben o.a. plaatsgevonden in Gent (2013); Sint-Niklaas, Menen, Vilvoorde en Antwerpen (2015); Kortenberg, Brussel, Watermael-Bosvoorde, Brasschaat, Brugge en Kortrijk (2016) en Antwerpen, Roeselare, Aalst en Kortrijk (2017) en toekomstige leraren die in gesprek gaan met levende boeken in Diepenbeek (2019)